# Stad
Stad ist eine Kommune im norwegischen Fylke Vestland. Die Kommune hat 9655 Einwohner (Stand: 1. Januar 2025). Verwaltungssitz ist die Ortschaft Nordfjordeid. Gegründet wurde Stad im Rahmen der landesweiten Kommunalreform zum 1. Januar 2020 durch die Zusammenlegung von Selje und Eid sowie einem Teil von Vågsøy.

## Geografie

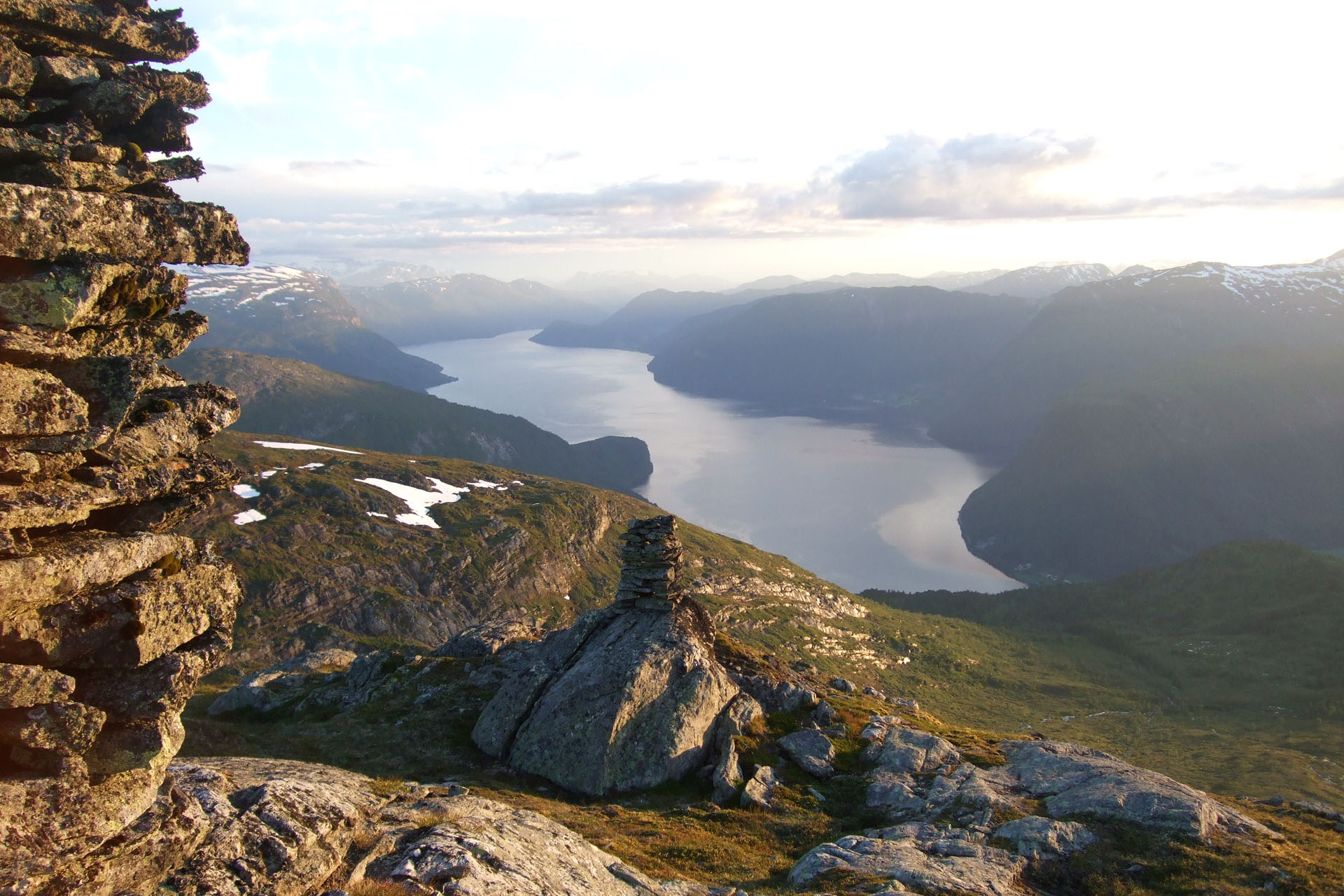
Blick auf das Hornindalsvatnet

Die Gemeinde liegt an der Westküste Norwegens im Norden des sich von Westen in das Land einschneidenden Nordfjords. Im Norden grenzt Stad an die Kommunen Vanylven und Volda, im Osten an Stryn. Im Nordfjord verläuft die Südgrenze zu Gloppen und Bremanger. Im Westen besteht eine Landgrenze zu Kinn, im Nordwesten eine Grenze im Vanylvsfjord zu Sande. Die Grenze zu Sande, Vanylven und Volda stellt zugleich die Fylkesgrenze zwischen Vestland und Møre og Romsdal dar. Der im Süden der Gemeinde gelegene Nordfjord spaltet sich im Landesinneren in den nördlicheren Eidsfjord und den Hundvikfjord auf. Am inneren Ende des Eidfjords liegt die Ortschaft Nordfjordeid. Dort mündet auch der Fluss Eidselva in den Fjord. Er läuft vom etwas weiter östlich gelegenen See Hornindalsvatnet ab. Kurz vor der Mündung liegt im Fluss die Insel Storøya. Das Hornindalsvatnet ist der größte See der Region und mit einer Tiefe von etwa 514 Metern der tiefste Europas.
Etwas nördlicher als der Nordfjord liegt an der Westküste die Bucht Sildegap (norwegisch: Sildegapet), in der unter anderem die Insel Barmøya liegt. An der Küste der Bucht liegt die Ortschaft Selje. Nördlich davon befindet sich die Halbinsel Stadlandet (auch kurz Stad), an deren Nordseite sich der Vanylvsfjord ins Landesinnere einschneidet. Die Halbinsel liegt auf etwa 500 moh. und fällt an der Küste steil ab. Im Osten der Gemeinde werden die Erhebungen höher. Die Erhebung Glitregga stellt mit einer Höhe von 1297,38 moh. den höchsten Punkt der Kommune Stad dar. Der Berg liegt südlich des Sees Hornindalsvatnet auf der Grenze zu Stryn.

## Einwohner
In der Kommune liegen mehrere sogenannte Tettsteder, also mehrere Ansiedlungen, die für statistische Zwecke als eine städtische Siedlung gewertet werden. Diese sind Bryggja mit 364, Flatraket mit 305, Selje mit 718, Nordfjordeid mit 3178, Mogrenda mit 375 und Torvika mit 252 Einwohnern (Stand: 1. Januar 2024).
Offizielle Schriftsprache ist wie in vielen Kommunen in Vestland Nynorsk, die weniger weit verbreitete der beiden norwegischen Sprachformen.
| Jahr          | 1986 | 1990 | 1995 | 2000 | 2005 | 2010 | 2015 | 2020 | 2025 |
| ------------- | ---- | ---- | ---- | ---- | ---- | ---- | ---- | ---- | ---- |
| Einwohnerzahl | 8699 | 8822 | 8980 | 8846 | 8765 | 8670 | 8739 | 9457 | 9655 |

## Geschichte

### Gemeindegründung

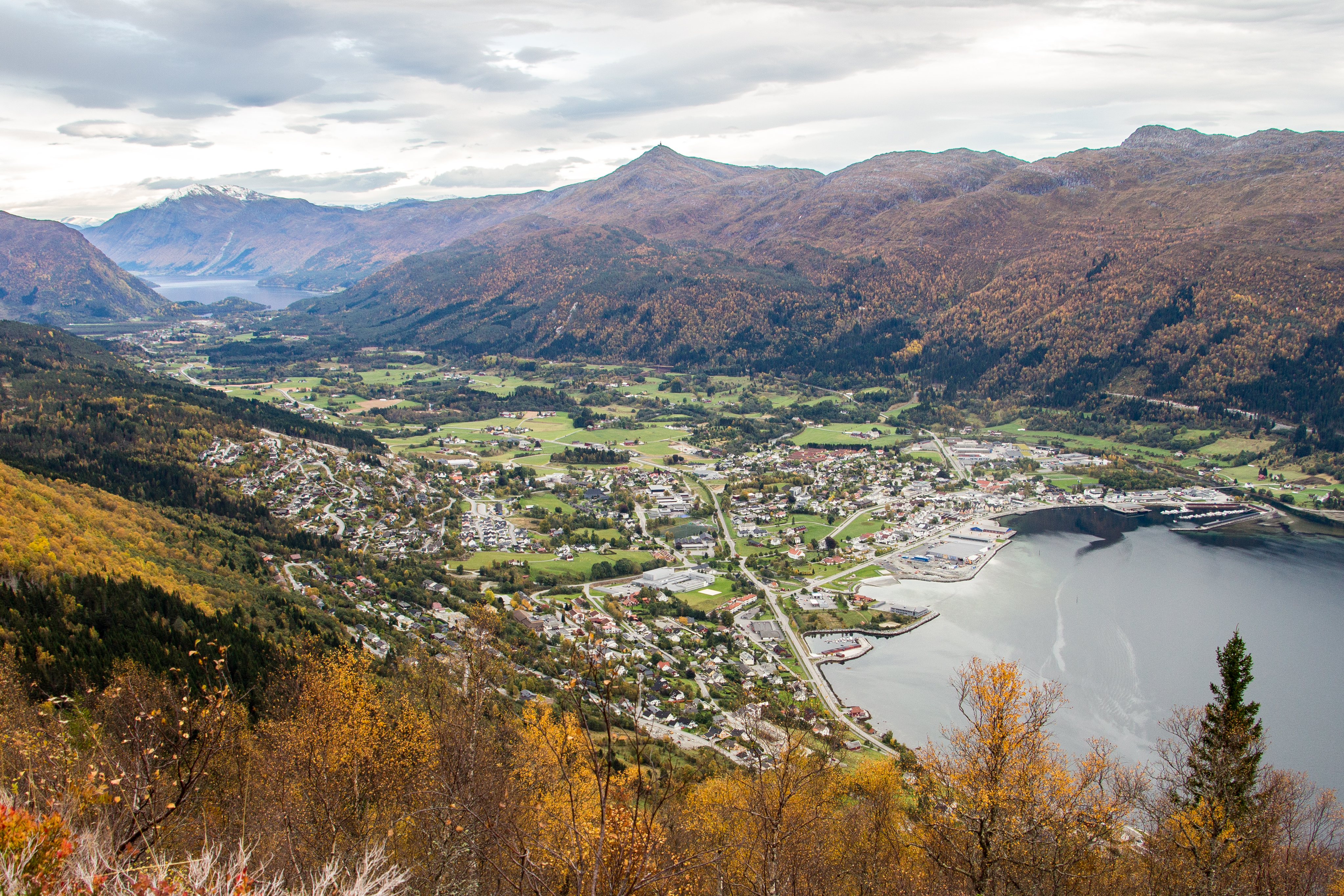
Blick auf Nordfjordeid

Die Kommune Stad entstand zum 1. Januar 2020 im Rahmen der landesweiten Kommunalreform, nachdem die Kommunalparlamente von Eid und Selje sich dafür ausgesprochen und das Nationalparlament Storting dies beschlossen hatte. Im November 2017 beschloss das Storting schließlich, dass auch die Ortschaft Bryggja aus der damaligen Kommune Vågsøy Teil von Stad werden sollte. Der Rest von Vågsøy ging in die neu gegründete Kommune Kinn über. Zeitgleich zur Kommunalreform änderte sich auch die Fylkeszugehörigkeit. Bis zum 31. Dezember 2019 gehörten die Vorgängerkommunen Stads der damaligen Provinz Sogn og Fjordane an. Sie ging im Zuge der Regionalreform in Norwegen in die zum 1. Januar 2020 neu geschaffene Provinz Vestland über.
Von der damaligen Kommune Selje wurden zum 1. Januar 1910 die Kommunen Sør-Vagsøy mit 1517 und Nord-Vågsøy mit 1111 Einwohnern abgespalten. Selje verblieb mit 3367 Einwohnern. Zum Jahresbeginn 1964 wurde schließlich ein von 344 Personen bewohntes Gebiet von Selje mit Sør-Vågsøy, Nordvågsøy und Teilen der damaligen Kommune Davik zu Vågsøy zusammengelegt. Von der Kommune Eid wurde zum Jahresbeginn 1867 die Gemeinde Hornindal mit 1612 Einwohnern abgespalten, Eid selbst behielt 2918 Einwohner. Am 1. Januar 1965 wurde schließlich Eid mit zu diesem Zeitpunkt 3568 Einwohnern mit einem von 654 Personen bewohnten Gebiet von Davik und einem von 310 Personen bewohnten Gebiet von Hornindal zusammengelegt.

### Funde und historische Bauten
Im Gemeindeareal gibt es mehrere Funde aus der Stein-, Bronze- und Eisenzeit. Auf der Insel Selja befindet sich eine Ruine eines Benediktinerklosters. Im Jahr 1913 wurde in Dragseidet ein Steinkreuz errichtet, das an Olav I. Tryggvason erinnern soll. An der Spitze der Halbinsel Stadland befinden sich Überbleibsel einer Befestigung der deutschen Besatzung im Zweiten Weltkrieg. Bei den dortigen Bauarbeiten verloren vermutlich zwischen 21 und 32 russische Kriegsgefangene ihr Leben.
In der Kommune liegen mehrere Kirchen. Die Totland kyrkje ist eine Holzkirche aus dem Jahr 1912. Die Selje kyrkje wurde 1866 fertiggestellt, auch sie ist aus Holz. Ebenfalls eine Holzkirche ist die Eid kyrkje aus dem Jahr 1849.

## Wirtschaft und Infrastruktur

### Verkehr

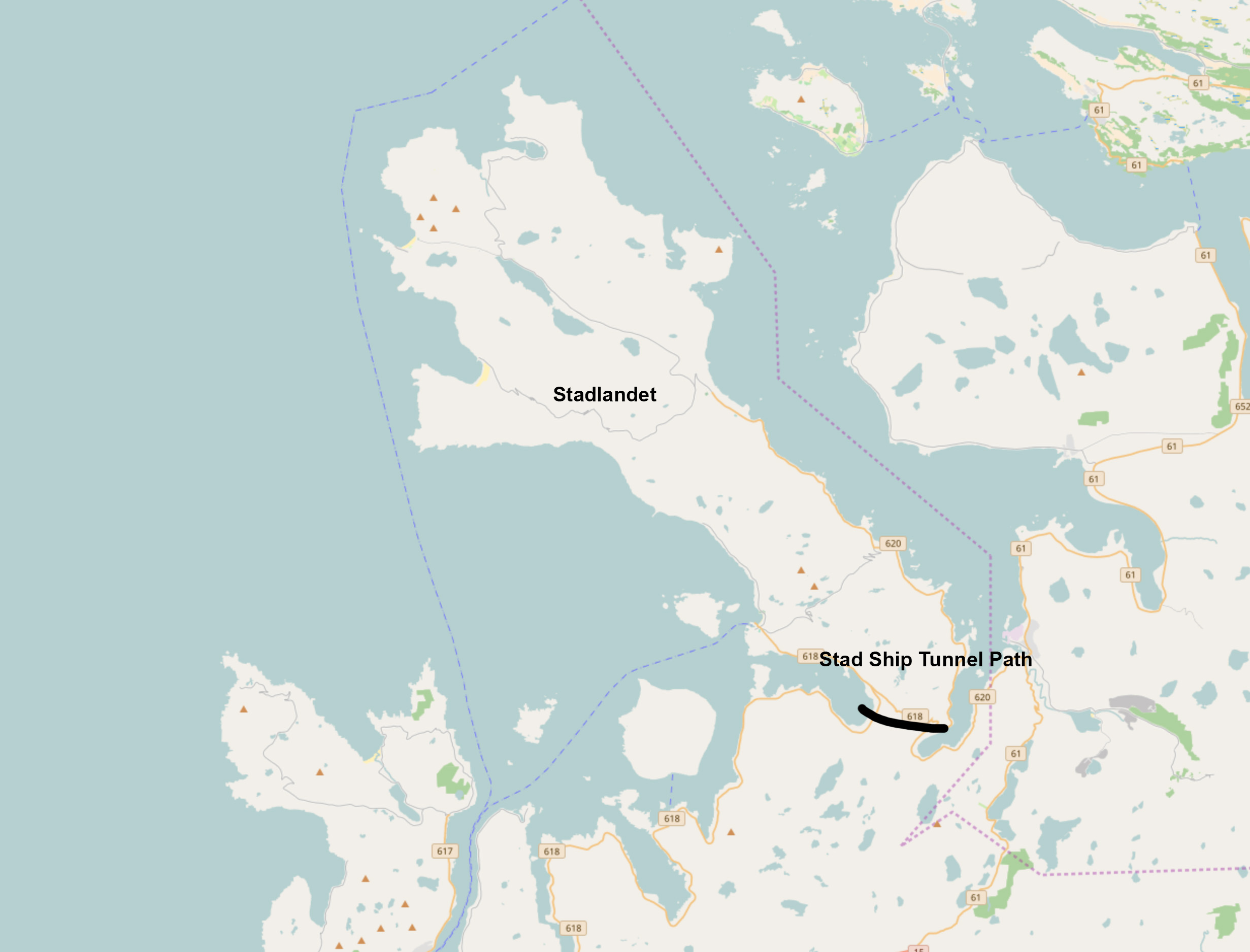
Verlauf des geplanten Schiffstunnels

An der Nordseite des Nordfjords führt der Riksvei 15 entlang. Richtung Westen stellt er die Verbindung in die Kommune Vågsøy her, in Nordfjordeid mündet er in die Europastraße 39 (E39). Außerhalb der Kommune führt der Riksvei 15 weiter in das Landesinnere. Die E39 kommt aus der südlich gelegenen Gemeinde Gloppen und führt per Fähre über den Hundvikfjord. Auf ihrem Weg nach Nordfjordeid führt sie durch den Straßentunnel Lotetunnelen. In Nordfjordeid selbst knickt sie in den Osten ab und führt am Südufer des Honindalsvatnet nach Stryn. Des Weiteren zweigt von der E39 der Riksvei 651 in den Norden nach Volda ab. Sowohl der Riksvei 651 als auch die Europastraße führen in die weiter nördlich gelegene Stadt Ålesund.
Der Stad-Schiffstunnel ist ein geplanter Schiffstunnel, der durch die Halbinsel Stadlandet hindurchführen soll.

### Wirtschaft
In der Landwirtschaft hat die Tierhaltung eine größere Bedeutung. Des Weiteren werden in Stad Obst und Beeren angebaut. Die Industrie konzentriert sich größtenteils auf die Ortschaft Nordfjordeid. In der ehemaligen Kommune Selje ist Fischzucht und Fischerei von größerer Bedeutung. In Stad befindet sich das Skizentrum Harpefossen Skisenter. Im Jahr 2020 arbeiteten von 4800 Arbeitstätigen etwa 3580 in Stad selbst, der Rest verteilte sich auf Kommunen wie Kinn, Gloppen und Bergen.

## Wappen
Das Wappen der Kommune ist eine Kombination der Motive auf den Wappen der Kommunen Selje und Eid, St. Sunniva und ein norwegisches Fjordpferd.

## Persönlichkeiten
- Claus Frimann (1746–1829), Dichter
- Sophus Lie (1842–1899), Mathematiker
- Oliver H. Langeland (1887–1958), Offizier
- Marianne Kjørstad (* 1970), Skirennläuferin
- Alfred Bjørlo (* 1972), Politiker
- Azar Karadaş (* 1981), Fußballspieler